# Basquetebol nos Jogos Olímpicos de Verão de 2012
O torneio de basquetebol nos Jogos Olímpicos de Verão de 2012 foi disputado entre 28 de julho a 12 de agosto, sendo as partidas preliminares realizadas na Basketball Arena e as finais na North Greenwich Arena em Londres, no Reino Unido.

## Calendário
|             | Julho | Julho | Julho | Julho | Julho | Julho | Julho | Agosto | Agosto | Agosto | Agosto | Agosto | Agosto | Agosto | Agosto | Agosto | Agosto | Agosto | Agosto |
| Basquetebol | 25    | 26    | 27    | 28    | 29    | 30    | 31    | 1      | 2      | 3      | 4      | 5      | 6      | 7      | 8      | 9      | 10     | 11     | 12     |
| ----------- | ----- | ----- | ----- | ----- | ----- | ----- | ----- | ------ | ------ | ------ | ------ | ------ | ------ | ------ | ------ | ------ | ------ | ------ | ------ |
| Feminino    |       |       |       |       |       |       |       |        |        |        |        |        |        |        |        |        |        | 1      |        |
| Masculino   |       |       |       |       |       |       |       |        |        |        |        |        |        |        |        |        |        |        | 1      |

|  | Dia de competição |  | Dia de final |

## Eventos

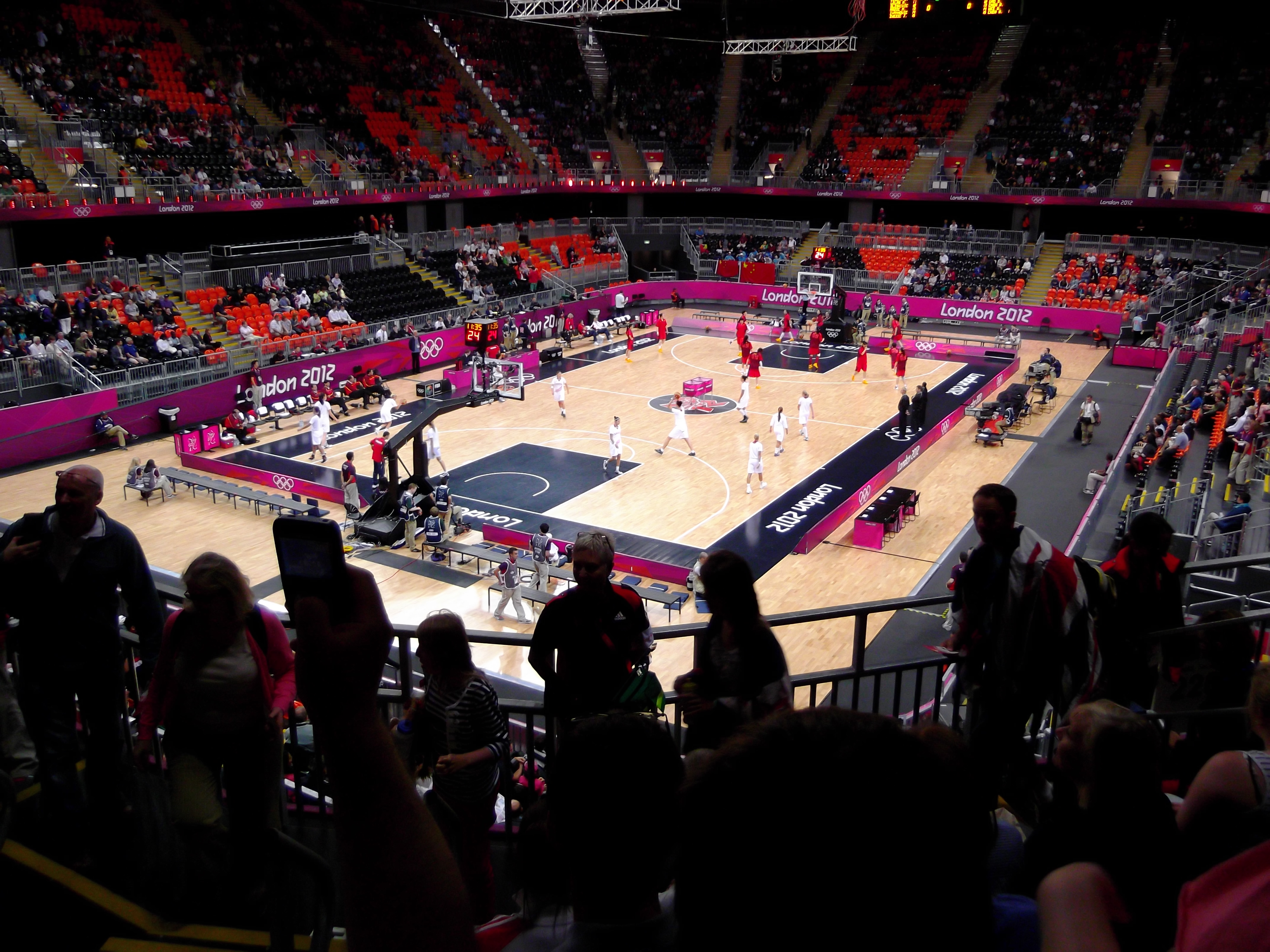
A Basketball Arena sediou as partidas iniciais dos torneios de basquetebol.

Dois eventos do basquete distribuíram medalhas nos Jogos:
- Torneio masculino (12 equipes)
- Torneio feminino (12 equipes)

## Qualificação
Para as competições de basquetebol , o Comitê Olímpico Internacional permite a inscrição de 1 (um) Comitê Olímpico Nacional (CON) no masculino e 1 no feminino classificados através de torneios qualificatórios previamente definidos pelas federações de basquete.
Feminino
| Campeonato de classificação feminino               | Data                                  | País      | Vagas | Classificados                                 |
| -------------------------------------------------- | ------------------------------------- | --------- | ----- | --------------------------------------------- |
| País sede                                          | 6 de julho de 2005                    |           | 1     | Grã-Bretanha                                  |
| Campeonato Mundial de Basquetebol Feminino de 2010 | 23 de setembro – 3 de outubro 2010    | Chéquia   | 1     | Estados Unidos                                |
| Pré-Olimpico da Europa                             | 18 de junho – 3 de julho de 2011      | Polónia   | 1     | Rússia                                        |
| Pré-Olimpico da Ásia                               | 21–28 de agosto de 2011               | China     | 1     | China                                         |
| Pré-Olimpico da Oceania                            | 7–11 de setembro de 2011              | Austrália | 1     | Austrália                                     |
| Pré-Olimpico das Américas                          | 24 de setembro – 1 de outubro de 2011 | Colômbia  | 1     | Brasil                                        |
| Pré-Olimpico da África                             | 23 de setembro – 2 de outubro de 2011 | Mali      | 1     | Angola                                        |
| Pré-Olimpico Mundial                               | 25 de junho – 1 de julho de 2012      | Turquia   | 5     | Croácia · Chéquia · Turquia · França · Canadá |
| Total                                              |                                       |           | 12    |                                               |

Masculino
| Campeonato de classificação masculino               | Data                                  | País       | Vagas | Classificados               |
| --------------------------------------------------- | ------------------------------------- | ---------- | ----- | --------------------------- |
| País sede                                           | 6 de julho de 2005                    |            | 1     | Grã-Bretanha                |
| Campeonato Mundial de Basquetebol Masculino de 2010 | 28 de agosto – 12 de setembro 2010    | Turquia    | 1     | Estados Unidos              |
| Pré-Olimpico da África                              | 17–28 de agosto de 2011               | Madagáscar | 1     | Tunísia                     |
| Pré-Olimpico das Américas                           | 30 de agosto – 11 de setembro de 2011 | Argentina  | 2     | Argentina · Brasil          |
| Pré-Olimpico da Oceania                             | 7–11 de setembro de 2011              | Austrália  | 1     | Austrália                   |
| Pré-Olimpico da Europa                              | 31 de agosto – 18 de setembro de 2011 | Lituânia   | 2     | Espanha · França            |
| Pré-Olimpico da Ásia                                | 15–25 de setembro de 2011             | China      | 1     | China                       |
| Pré-Olimpico Mundial                                | 2–8 de julho de 2012                  | Venezuela  | 3     | Rússia · Lituânia · Nigéria |
| Total                                               |                                       |            | 12    |                             |

## Medalhistas
| Evento             | Ouro | Prata | Bronze |
| ------------------ | --- | --- | --- |
| Masculino detalhes | Tyson Chandler Kevin Durant LeBron James Russell Westbrook Deron Williams Andre Iguodala Kobe Bryant Kevin Love James Harden Chris Paul Anthony Davis Carmelo Anthony USA Estados Unidos | Pau Gasol Rudy Fernández Sergio Rodríguez Juan Carlos Navarro José Calderón Felipe Reyes Víctor Claver Fernando San Emeterio Sergio Llull Marc Gasol Serge Ibaka Víctor Sada ESP Espanha            | Alexey Shved Timofey Mozgov Sergey Karasev Vitaly Fridzon Alexander Kaun Evgeny Voronov Viktor Khryapa Semyon Antonov Sergei Monia Dmitri Khvostov Anton Ponkrashov Andrei Kirilenko RUS Rússia |
| Feminino detalhes  | Lindsay Whalen Seimone Augustus Sue Bird Maya Moore Angel McCoughtry Asjha Jones Tamika Catchings Swin Cash Diana Taurasi Sylvia Fowles Tina Charles Candace Parker USA Estados Unidos   | Isabelle Yacoubou Endéné Miyem Clémence Beikes Sandrine Gruda Edwige Lawson-Wade Céline Dumerc Florence Lepron Émilie Gomis Marion Laborde Élodie Godin Emmeline Ndongue Jennifer Digbeu FRA França | Jenna O'Hea Samantha Richards Jennifer Screen Abby Bishop Suzy Batkovic Kathleen MacLeod Kristi Harrower Laura Summerton Belinda Snell Rachel Jarry Liz Cambage Lauren Jackson AUS Austrália    |

## Quadro de medalhas
| Ordem | País               | Medalha de ouro | Medalha de prata | Medalha de bronze |   | Ordem por total |
| ----- | ------------------ | --------------- | ---------------- | ----------------- | - | --------------- |
| 1     | USA Estados Unidos | 2               |                  |                   | 2 | 1               |
| 2     | ESP Espanha        |                 | 1                |                   | 1 | 2               |
|       | FRA França         |                 | 1                |                   | 1 | 2               |
| 4     | AUS Austrália      |                 |                  | 1                 | 1 | 2               |
|       | RUS Rússia         |                 |                  | 1                 | 1 | 2               |
| TOTAL | TOTAL              | 2               | 2                | 2                 | 6 | —               |